# Czesław Jarnuszkiewicz

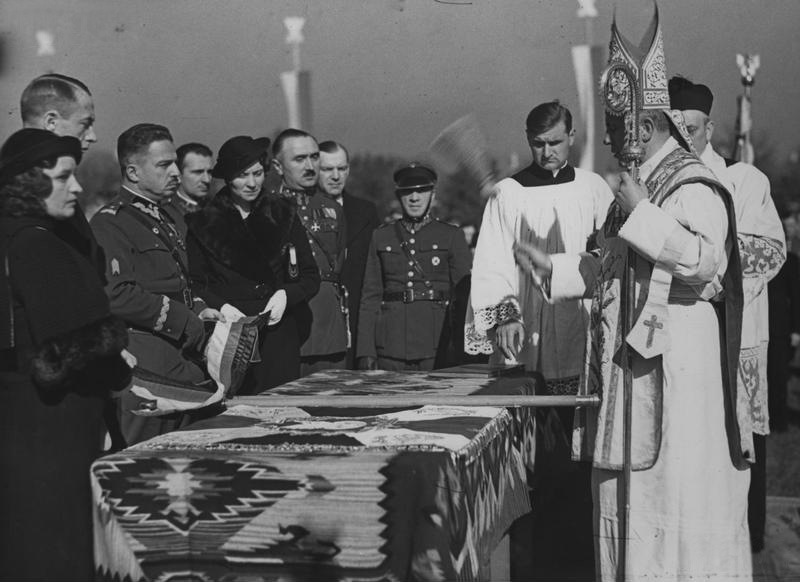
Czesław Jarnuszkiewicz podczas uroczystości poświęcenia sztandaru pow. Warszawa-Śródmieście Związku Strzeleckiego.

Czesław Jarnuszkiewicz herbu Lubicz (ur. 27 sierpnia 1888 w Kochoniu, zm. 19 czerwca 1988 w Londynie) – generał brygady Wojska Polskiego, kawaler Orderu Virtuti Militari, prezes Zarządu Okręgu Brześć nad Bugiem Związku Legionistów Polskich w latach 1936-1938.

## Działalność niepodległościowa
Syn Izydora i Józefy z domu Sokołowskiej. Uczył się w szkole handlowej w Warszawie. Od 1906 działał w młodzieżowej Organizacji Bojowej PPS. Uczestnik strajku szkolnego 1905. Aresztowany przez władze carskie, skazany na 4 lata zesłania i zesłany na Syberię, skąd w 1910 zbiegł do Krakowa. Był członkiem polskich organizacji wojskowo–niepodległościowych. Studiował malarstwo w Akademii Sztuk Pięknych. Działał w Związku Strzeleckim. W czasie I wojny światowej w latach 1914–1917 służył w Legionach Polskich – oficer 5 pułku piechoty – kapitan z 1915 i dowódca batalionu, który wsławił się m.in. bitwą nad Stochodem. Poza tym był uczestnikiem walk pod Opatowem, w Ksanach, Budach Michałowskich, pod Urzędowem i Jastkowem. Ze służby liniowej został odwołany w listopadzie 1915 roku i skierowany do Departamentu Wojskowego Naczelnego Komitetu Narodowego, w którym zajmował się m.in. projektami polskich mundurów, odznak i stopni wojskowych. Po kryzysie przysięgowym internowany w Beniaminowie. Po zwolnieniu wszedł do Polskiej Siły Zbrojnej jako dowódca batalionu – major z 1918, skąd automatycznie w Wojsku Polskim.

## Służba w Wojsku Polskim
W listopadzie 1918 wstąpił do Wojska Polskiego, dowódca batalionu w Grupie pułkownika Minkiewicza i Grupie pułkownika Serda-Teodorskiego w walkach na froncie ukraińskim i bolszewickim. Tam czasowo dowódca 8 pułku piechoty Legionów. Był w latach 1920–1927 dowódcą 66 pułku piechoty. 17 marca 1927 roku mianowany dowódcą piechoty dywizyjnej 16 Pomorskiej Dywizji Piechoty w Grudziądzu.
24 grudnia 1929 roku Prezydent RP Ignacy Mościcki mianował go zastępcą dowódcy Okręgu Korpusu Nr I w Warszawie. 13 lipca 1931 roku został dowódcą tego Okręgu Korpusu. W 1935 roku przeniesiony na równorzędne stanowisko dowódcy Okręgu Korpusu Nr IX w Brześciu. W 1939 roku został inspektorem Przysposobienia Wojskowego i Wychowania Fizycznego w Państwowym Urzędzie Wychowania Fizycznego i Przysposobienia Wojskowego w Warszawie. Był członkiem Rady Głównej Towarzystwa Rozwoju Ziem Wschodnich w 1939 roku.
We wrześniu 1939 roku, w czasie ewakuacji na wschód został zatrzymany przez NKWD i uwięziony w obozie w Starobielsku, skąd wywieziono go do więzienia na Łubiance w Moskwie. Po zwolnieniu w sierpniu 1941 formalnie w Armii Andersa, ale przydziału nie otrzymał i po ewakuacji na Bliski Wschód, od lutego 1942 w stanie nieczynnym w tzw. II grupie w Palestynie. Po zakończeniu II wojny światowej przeniesiony w stan spoczynku. Osiedlił się w Wielkiej Brytanii w Londynie, gdzie zmarł. Został pochowany na cmentarzu Powązkowskim w Warszawie (kwatera 293-2-8).
Był prezesem Towarzystwa Przyjaźni Polsko–Perskiej w Anglii. W 1986 ofiarował Muzeum Wojska Polskiego w Warszawie cenną historyczną szablę. Opublikowano jego dwie książki: Wspomnienia gen. Czesława Jarnuszkiewicza. Od Sybiru do Łubianki (1996), oraz Szabla wschodnia i jej typy narodowe (Londyn 1973).

Orzełek legionowy - projekt Czesława Jarnuszkiewicza

W okresie międzywojennym był opiekunem grupy oficerów – emigrantów tzw. „kaukazczyków”. Był też kolekcjonerem militariów, miłośnikiem dawnej broni, znawcą białej broni oraz autorem projektu orła Związku Strzeleckiego, orła Legionów i odznaki pamiątkowej 66 pułku piechoty. Prezes Stowarzyszenia Przyjaciół Muzeum Wojska i komendant Związku Rezerwistów.
Był jednym z dwóch generałów (obok gen. Jerzego Wołkowickiego), który uniknął zagłady w czasie zbrodni katyńskiej.

## Awanse
- porucznik – 29 września 1914[8]
- kapitan – 5 lipca 1915[8]
- pułkownik – 31 marca 1924 ze starszeństwem z dniem 1 lipca 1923 i 15. lokatą
- generał brygady – 24 grudnia 1929 ze starszeństwem z dniem 1 stycznia 1930 i 2. lokatą w korpusie generałów[9]

## Ordery i odznaczenia
- Krzyż Srebrny Orderu Wojskowego Virtuti Militari nr 2382 (19 lutego 1922)[10][11][2]
- Krzyż Komandorski Orderu Odrodzenia Polski (16 marca 1934)[10][12][13]
- Krzyż Niepodległości z Mieczami (20 stycznia 1931)[10][14][13][15]
- Krzyż Oficerski Orderu Odrodzenia Polski (10 listopada 1928)[16][10][13]
- Krzyż Walecznych po raz 3 i 4 (1922)[10][13][17]
- Złoty Krzyż Zasługi (16 marca 1928)[18][10][13]
- Medal Pamiątkowy za Wojnę 1918–1921[10][13]
- Medal Dziesięciolecia Odzyskanej Niepodległości[10][13]
- Znak oficerski „Parasol”
- Krzyż Wielki Orderu Zasługi Wojskowej (Bułgaria)[19][10]
- Krzyż Komandorski I Klasy Order Białej Róży Finlandii (Finlandia)[20][10]
- Wielki Oficer Orderu Trzech Gwiazd (Łotwa)[10][21]
- Order Krzyża Orła II klasy (Estonia, 1935)[19][22]
- Komandor z Gwiazdą Orderu Zasługi (Węgry, przed 1935)[23][10]
- Komandor Orderu Legii Honorowej (Francja)[10]
- Medal 10 Rocznicy Wojny Niepodległościowej (Łotwa, 1929)[24][13]